# L-Kan
L-Kan, parfois stylisé L Kan, est un groupe de rock indépendant espagnol, originaire de Madrid.

## Biographie
Le groupe est formé en 1999 alors que les membres partent d'une formation théâtrale, aux stations de radio nationales telles que Radio 3 et Viaje a los sueños polar de Los 40 Principales, les amenant ainsi à voyager en Espagne. En novembre 2000, le groupe enregistre son premier album, Cosas que miden poco, sous le label FUP (Federación de Universos Pop) qui sera plus tard édité au label Subterfuge en 2004, ; avec ce label, ils enregistrent le reste de leurs albums. En 2001, le groupe consolide sa formation dans plusieurs festivals nationaux comme le Festival Contempopranea et enregistre plusieurs concerts pour la télévision.
En 2002, en collaboration avec Aviador Dro et La Monja enana, ils sortent un album intitulé Que mutada, qui est suivi en 2003 de leur deuxième album, Superenserio, dont le premier single est lModern Talking, puis une réédition de leur premier album. 
En 2004, ils sortent leur troisième album, Discazo, duquel en découlent deux clips vidéo ; Todo por placer (enregistré sur la Gran Vía de Madrid) et Aburrida de estar salida, un morceau également remixé sur la compilation Electrospain. Les critiques définissent le style du groupe comme « tontipop », associé à de la musique électronique, inspiré par le groupe Meteosat. Au cours de ces années, le groupe continue d'effectuer des tournées et de participer à des festivals.
En octobre 2007, L-Kan publie son dernier album, Somos otra cosa, qui comprend le single Todo lo que no. Le groupe se présente aux pré-sélections du Concours Eurovision de la chanson avec le morceau Bailan, extrait de cet album. Cependant, le groupe termine 12e.

## Membres
- B Kan (Belén) - chant
- O Kan (Olav Fernández) - chant
- M Kan (Maru) - basse, synthétiseur
- L Kan (Luís) - guitare

Belén et Luís iront plus tard fonder le groupe Bla.

## Discographie
- 2003 : Cosas que miden poco
- 2003 : Superenserio
- 2004 : Discazo
- 2007 : Somos otra cosa